# Ноктюрн
Ноктю́рн (фр. nocturne — нічний) — поширена назва музичних композицій, переважно інструментальних, що навіяна поетичним настроєм ночі.
Ноктюрни з'явилися у XVIII столітті як багаточастинні інструментальні п'єси довільної форми, близькі до дивертисментів чи серенад. Ці твори писались як правило для духових або для струнних інструментів та виконувались на свіжому повітрі у вечірні та нічні години. Іноді такі композиції називалися італійським еквівалентом — notturno, як наприклад квадрофонічний ноктюрн В. А. Моцарта ре мажор, K.286, написаний для чотирьох відокремлених ансамблів струнних і валторн, та «Serenata Notturna», K. 239.
В епоху романтизму ноктюрн стає невеликою одночастинною п'єсою мрійливого або елегійного характеру. Перші ноктюрни для фортепіано романтичного типу написав ірландський композитор Джон Філд, однак всесвітньо відомими стали ноктюрни Ф. Шопена, який написав 21 ноктюрн. Шопенівські ноктюрни написані в тричастинній або рондальній формі та містять темпові контрасти, як правило — повільно-швидко-повільно.
Близькі за характером п'єси писали й інші композитори-романтики. Роберт Шуман писав програмні ноктюрни (цикл Nachtstücke op. 23). Ференц Ліст створив тип ноктюрна, що пов'язаний з поетичним текстом — це цикл «Мрії кохання» (нім. Liebesträume), що складається з 3 ноктюрнів: «Notturno I» (motto Hohe Liebe L. Uhlanda), «Notturno II» (Seliger Tod Uhlanda), «Notturno III» (O Lieb F. Freiligratha). Н. Паганіні став автором чотирьох ноктюрнів для струнного квартету.
Іноді ноктюрн входив до складу циклічних форм (наприклад 7-а симфонія Г.Малера), іноді з'являвся у сценічних жанрах (напр. дует Геро та Урсули з опери Беатріче і Бенедикт Г. Берліоза, опера «Ноктюрн» М. Лисенка (1912).
У XX столітті фортепіанні ноктюрни писали О. Скрябін, Е. Саті, Ґ. Форе, а також В. Косенко, В. Сильвестров та інші.
З'являються програмні ноктюрни сюїтного типу — Ноктюрни К. Дебюссі в трьох частинах, ноктюрни для камерних складів — наприклад «Nokturn i Tarantella» К. Шимановського для скрипки та фортепіано, ноктюрн для голосу з супроводом — Б. Бріттена для тенора і малого оркестру, «Ноктюрн» В. Барвінського для голосу і оркестру (слова І. Франка).
Також у XX–XXI столітті назва ноктюрн зустрічається і в поезії, наприклад Ноктюрн Єсєніна, «Іронічний ноктюрн» О.Забужко, «Ноктюрн дерев» І.Шувалової [Архівовано 28 вересня 2007 у Wayback Machine.] та інших.